# Qixi
Cette page contient des caractères spéciaux ou non latins. S’ils s’affichent mal (▯, ?, etc.), consultez la page d’aide Unicode.

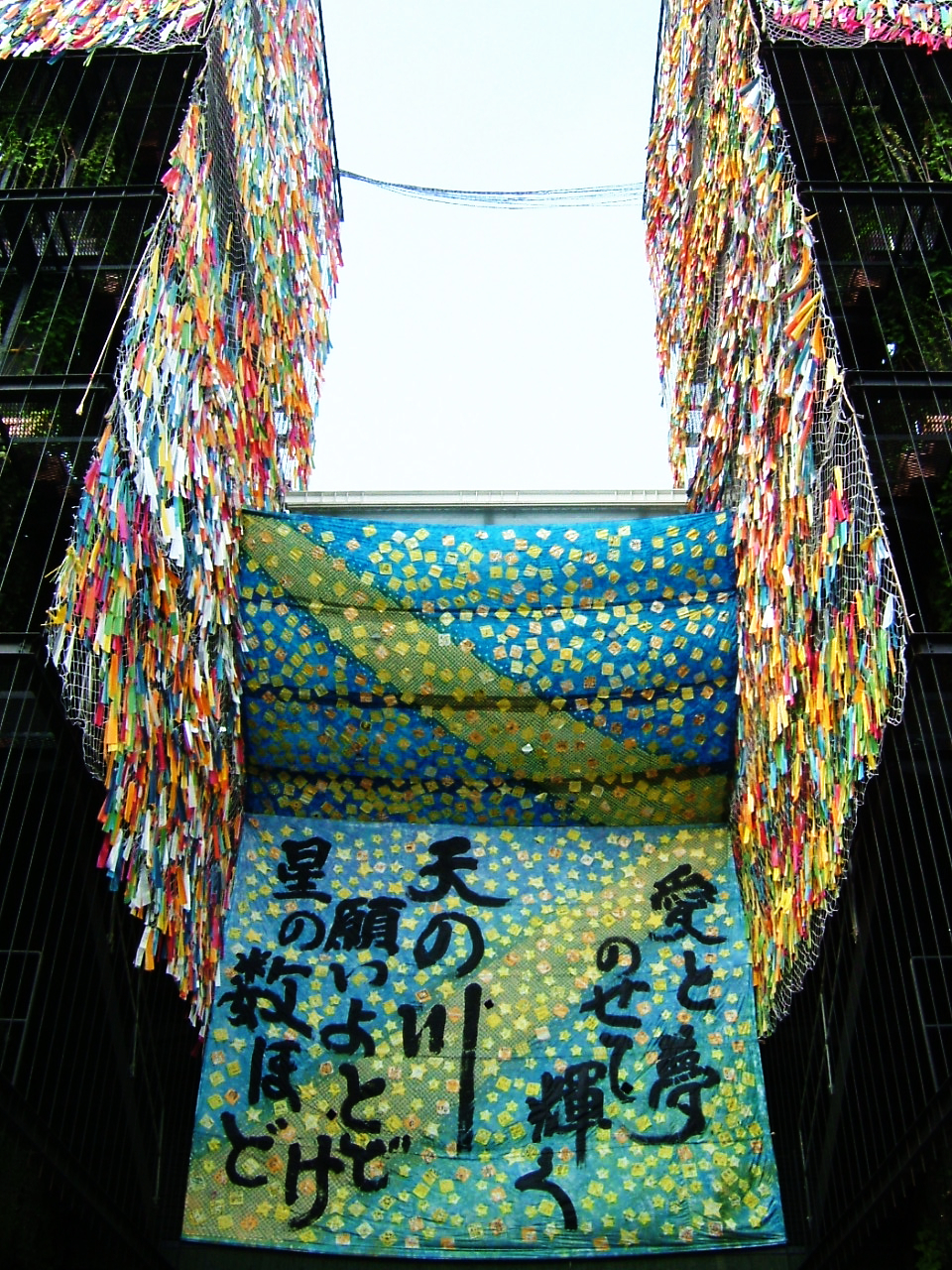
Décoration pour la fête de Qixi (Tanabata) au Japon.

Qixi (七夕, la nuit du septième mois ) ou qǐqiǎo jié (乞巧节, La Fête où les jeunes filles montrent leurs compétences domestiques), appelée parfois la Saint-Valentin lunaire (七夕情人节, qīxī qíngrén jié, festival des amoureux la nuit du septième mois), tombe le septième jour du septième mois lunaire du calendrier lunaire. Elle est donc également connue sous le nom de jour du double sept. C'était une fête basée sur une légende d'amour mais au fil du temps, c'est devenu une tradition pour les jeunes filles de faire la démonstration de leurs compétences domestiques ce jour-là, et des rituels leur permettaient d'augurer de leur avenir matrimonial (particulièrement les vœux pour trouver un bon mari).
Différentes appellations :
- La nuit du septième mois (七夕 qīxī)
- L'anniversaire de la septième sœur (traditionnel : 七姐誕, simplifié : 七姐诞  qījiě dàn)
- La nuit des compétences (巧夕 qiǎoxī)

Le Japon célèbre également cette fête sous le nom de  Tanabata, célébrant la rencontre de Orihime (Véga) et Hikoboshi (Altaïr).
En Corée, ce jour porte le nom de Chilseok (칠석).

## L'histoire du Bouvier et de la Tisserande

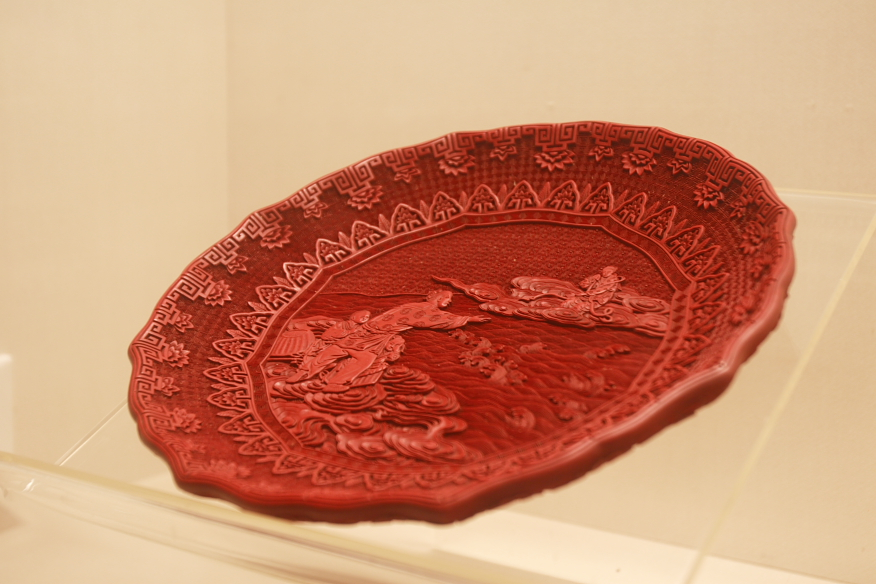
Représentation de la rencontre de Zhīnǚ et Niúláng sur une laque (dynastie Qing).

La veille de Qixi, à la fin de l'été, les étoiles  du Bouvier et de la Tisserande sont très hautes dans le ciel étoilé, et une légende chinoise très ancienne, puisqu'elle est évoquée dans un poème du Shijing, raconte une histoire d'amour qui possède de nombreuses variantes :
Un jeune bouvier appelé Niúláng (牛郎, le bouvier, l'étoile Altaïr) rencontre sur son chemin sept sœurs fées se baignant dans un lac. Encouragé par son compagnon taquin le bœuf, il vole leurs vêtements et attend de voir ce qui va se passer. Les sœurs fées choisissent la plus jeune et la plus belle d'entre elles Zhīnǚ (織女, la tisserande, l'étoile Véga) pour récupérer leurs vêtements. Elle s'exécute, mais comme Niúláng la voit toute nue, elle doit accéder à sa demande en mariage. Elle s'avère une épouse merveilleuse, et Niúláng un bon mari. Ils vivent des moments heureux ensemble. Mais la déesse des cieux découvre qu'un simple mortel a épousé une des jeunes fées. Elle est furieuse. Prenant son épingle à cheveux, la déesse grave une large rivière dans le ciel pour séparer éternellement les deux amoureux, formant ainsi la Voie lactée séparant les étoiles Altaïr et Véga.
Zhīnǚ doit rester éternellement de son côté de la rivière, travaillant tristement sur son métier à tisser, alors que Niúláng la regarde de loin et prend soin de leurs deux enfants (les deux étoiles voisines Beta Aquilae et Gamma Aquilae).
Mais une fois par an, toutes les pies du monde prennent pitié d'eux et volent vers le ciel afin de former un pont (Que Qiao 鵲橋) au-dessus de l'étoile Deneb dans la constellation du Cygne, permettant ainsi aux amoureux d'être ensemble pour une unique nuit, la septième nuit du septième mois. C'est la nuit de qǐqiǎo jié.
Voir également : Empereur de jade

## Variantes de l'histoire
- La déesse est parfois la mère de Zhīnǚ.
- Dans une autre version, la déesse se fâche car en épousant un mortel Zhīnǚ a abandonné son travail de fée : tisser les nuages colorés du ciel
- C'est l'empereur des cieux ou son père qui garde les amoureux séparés et il le fait de façon qu'ils se préoccupent de leur travail plutôt que de leur histoire d'amour (une version qui insiste sur l'éthique du travail).
- l'étoile Deneb est une fée qui chaperonne les amoureux lorsqu'ils se rencontrent sur le pont de pies (version la plus populaire).

## Traditions
Pendant la nuit  de qǐqiǎo jié, une guirlande de fleurs est installée dans la cour et toute femme de la maisonnée nouvellement mariée ou encore célibataire fait une offrande composée de fruits, fleurs, thé et poudre de riz à Niúláng et Zhīnǚ. Après les offrandes, la moitié de la poudre de riz est jetée sur le toit et l'autre moitié partagée entre les jeunes femmes. De cette façon les femmes sont liées par la beauté à Zhīnǚ !
Les dates passées et à venir :
| Dates           |
| --------------- |
| 8 août 1999     |
| 4 août 2003     |
| 22 août 2004    |
| 11 août 2005    |
| 31 juillet 2006 |
| 19 août 2007    |
| 7 août 2008     |
| 26 août 2009    |
| 16 août 2010    |
| 6 août 2011     |
| 23 août 2012    |
| 13 août 2013    |
| 2 août 2014     |
| 20 août 2015    |
| 9 août 2016     |
| 28 août 2017    |
| 17 août 2018    |
| 7 août 2019     |
| 25 août 2020    |
| 14 août 2021    |
| 5 août 2022     |
| 22 août 2023    |
| 10 août 2024    |
| 29 août 2025    |

## Autres jours romantiques
Quatre autres jours ont une connotation romantique en Chine :
- La Saint-Valentin le 14 février, emprunté à l'Occident.
- La Fête des lanternes, pendant laquelle autrefois une femme non mariée pouvait apparaître en public non accompagnée et se faire remarquer par des prétendants.
- La Fête de la mi-automne, ou Fête de la lune, où l'on pratiquait également autrefois la « cueillette des melons » remplacée aujourd'hui par des promenades romantiques sous la clarté lunaire.
- Le soir de Noël, ou comme au Japon la soirée de la Nativité se trouve consacrée aux retrouvailles amoureuses et tous les restaurants proposent des tables pour deux.